# جيس سميث
جيس سميث، (د) 30 مايو 1923) التي تعرف أيضا باسم جيسي جورج سميث، وكان عضوا في الرئيس وارن هاردينغ 'ق عصابة ولاية أوهايو. ولد ونشأ في واشنطن المحكمة مجلس النواب، ولاية أوهايو، حيث أصبح صديقا لهاري م. دوتري [1] وهناك، دوتري ساعده ليصبح صاحب الناجح لمتجر. وأصبح سميث gofer دوتري خلال حملة 1920.
دور
وجاء سميث إلى واشنطن مساعدا للولايات المتحدة المدعي العام دوتري هاري م. وكان تعيينه في الأساس غير رسمية، لكنه مع ذلك تمارس نفوذا كبيرا.
وكان أيضا الحجرة دوتري للفي واشنطن العاصمة في Wardman فندق بارك. وليس هناك أدلة تشير إلى أن لديهم علاقة شخصية، وقد بقيت زوجة دوتري لسوء خلف في كولومبوس، وكان طلق سميث من ستيمسون روكسي.
أنشطة سميث (هو قال انه باع المستعبدين الخمور لمروجون الخمور، وكان مرتبطا مع بيت سيء السمعة في شارع ك 1625) وأصبح مصدر حرج لهاردينغ ودوتري باسم فضيحة قبة ابريق الشاي تسبب التدقيق المتزايد. وقبل مغادرته إلى ألاسكا، هاردينغ قال دوتري سميث يريد من واشنطن. في 30 مايو 1923، سميث يبدو أنه انتحر.
توثيق الروابط مع الإدارة هاردينغ
وقد تم توثيق الروابط سميث مع أعضاء الإدارة هاردينغ، بما في ذلك السيدة الأولى هاردينغ كلينغ فلورنسا، من قبل كارل Sferrazza أنطوني، في هاردينغ له فلورنسا : ': والسيدة الأولى، عصر الجاز، والموت لأميركا أكثر بفضيحة الرئيس'، جديد نيويورك : دبليو. مورو وشركاه، 1998
في الخيال
سميث هي واحدة من أربعة أحرف (واحد فقط بناء على الشخص الحقيقي) التي من وجهة نظر رواية غور فيدال لهذه الفترة، هوليوود، هو قال. حيث جرى تصويره باعتباره تابعا للأعمال التجارية والدهاء ولكن ضعيف الإرادة والزلفى من هاردينغ ودوتري، وانها تكهنت أن وفاته قد تكون جريمة قتل تستخدم للتغطية على جرائم عصابة أوهايو.